# Placidus von Camerloher

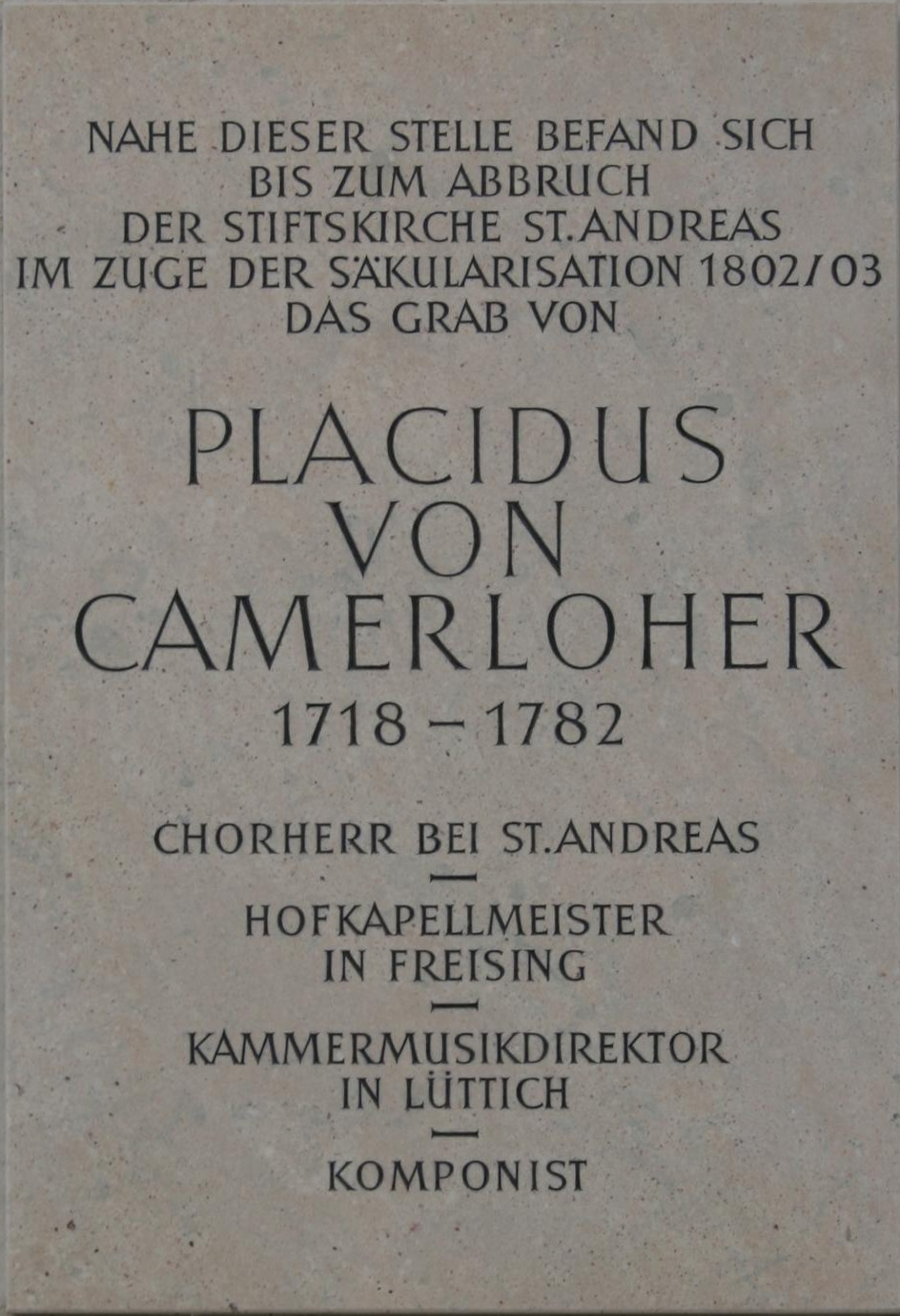
Gedenksteen voor Placidus von Camerloher bij het Dombergmuseum in Freising

Placidus Cajetanus Laurentius von Camerloher (Murnau am Staffelsee, 9 augustus 1718 - Freising, 21 juli 1782) was een Duits componist.

## Leven
Camerloher was de zoon van een klerk. Hij studeerde aan de ridderacademie in de Abdij van Ettal, waar men zijn muzikaal talent stimuleerde. Na het voltooien van zijn opleiding begon hij een theologiestudie in Freising en werd in 1744 tot priester gewijd.
Prins-bisschop Johan Theodoor van Freising stelde Camerloher aan als kapelmeester. In 1748 werd hij kanunnik in het klooster van St. Vitus niet ver van Freising en hij werd in 1753 kanunnik van het St. Andreasklooster in Freising. Nadat Johan Theodoor van Freising in 1744 het prinsbisdom Luik had overgenomen werd Camerloher ook dirigent van kamermuziek en begeleidde de prins-bisschop op zijn vele reizen.
Camerloher stierf op 63-jarige leeftijd. Hij lag begraven onder het orgel van de inmiddels afgebroken St. Andreaskerk in Freising. Er zijn straten naar hem vernoemd in Ismaning bij München en in Freising, evenals het muzikale Camerloher-Gymnasium in Freising.